# Orches
Orches is een gemeente in het Franse departement Vienne (regio Nouvelle-Aquitaine) en telt 401 inwoners (2005). De plaats maakt deel uit van het arrondissement Châtellerault.

## Geografie
De oppervlakte van Orches bedraagt 18,9 km², de bevolkingsdichtheid is 21,2 inwoners per km².
De onderstaande kaart toont de ligging van Orches met de belangrijkste infrastructuur en aangrenzende gemeenten.

## Demografie
Onderstaande figuur toont het verloop van het inwonertal (bron: INSEE-tellingen).